# Comuna Obmaciv, Bahmaci
Obmaciv (în ucraineană Обмачів) este o comună în raionul Bahmaci, regiunea Cernihiv, Ucraina, formată din satele Obmaciv (reședința), Osici, Slobidka și Verbivka.

## Demografie
Componența lingvistică a comunei Obmaciv
     Ucraineană (99,26%)
     Alte limbi (0,74%)
Conform recensământului din 2001, majoritatea populației comunei Obmaciv era vorbitoare de ucraineană (99,26%), existând în minoritate și vorbitori de alte limbi.